# Wapen van Dubbeldam

Wapen van Dubbeldam

Het wapen van Dubbeldam werd op 24 december 1817 door de Hoge Raad van Adel aan de Zuid-Hollandse gemeente Dubbeldam in gebruik bevestigd. Op 1 april 1817 werden de gemeenten De Mijl en Wieldrecht van Dubbeldam afgesplitst, waarna hetzelfde wapen met dezelfde beschrijving op 24 december 1817 bij besluit van de HRvA werd bevestigd. Op 15 april 1857 werden de gemeenten weer samengevoegd en op 9 september 1859 werd hetzelfde wapen bij Koninklijk Besluit aan Dubbeldam toegekend. Op 1 juli 1970 ging de gemeente op in Dordrecht. Het wapen van Dubbeldam is daardoor komen te vervallen. Uit het wapen zijn geen elementen overgenomen in het gemeentewapen van Dordrecht.

## Blazoenering
De blazoenering van het wapen luidde als volgt:
Van lazuur beladen met een dam van synople.
De heraldische kleuren zijn azuur (blauw) en sinopel (groen).
Het wapen lijkt een sprekend wapen te zijn, met daarop een dubbele dam met eronder de zee. Hoewel de kleuren heraldisch zijn omschreven, is het wapen in het register getekend alsof het in natuurlijke kleuren is weergegeven. Het wapen werd reeds aan het einde van de achttiende eeuw gevoerd.
Ter Aar
· Aarlanderveen
· Abbenbroek
· Abtsregt
· Alkemade
· Alphen
· Ameide
· Ammerstol
· Arkel
· Asperen
· Benthuizen
· Bergambacht
· Bergschenhoek
· Berkel en Rodenrijs
· Berkenwoude
· Bernisse
· Biert
· Binnenmaas
· Bleiswijk
· Bleskensgraaf
· Bleskensgraaf en Hofwegen
· Bodegraven
· Boskoop
· Brandwijk
· Brielle
· Broek, Thuil en 't Weegje
· Charlois
· Cillaarshoek
· Cromstrijen
· De Lier
· De Mijl
· Delfshaven
· Den Bommel
· Dirksland
· Driebruggen
· Dubbeldam
· Everdingen
· Geervliet
· Giessen-Nieuwkerk
· Giessenburg
· Giessendam
· Giessenlanden
· Goedereede
· Gouderak
· Goudriaan
· Goudswaard
· Graafstroom
· 's-Gravendeel
· 's-Gravenzande
· Groot-Ammers
· Groote Lindt
· Haastrecht
· Hagestein
· Hardinxveld
· Hazerswoude
· Heenvliet
· Heer Oudelands Ambacht
· Heerjansdam
· Hei- en Boeicop
· Heinenoord
· Hekelingen
· Hekendorp
· Herkingen
· Hillegersberg
· Hellevoetsluis
· Hodenpijl
· Hoek van Holland
· Hof van Delft
· Hoogblokland
· Hoornaar
· IJsselmonde
· Jacobswoude
· Kamerik
· Katendrecht
· Kedichem
· Kethel en Spaland
· Kijfhoek
· Klaaswaal
· Kleine Lindt
· Korendijk
· Koudekerk aan den Rijn
· Kralingen
· Krimpen aan de Lek
· Lange Ruige Weide
· Langerak
· Leerbroek
· Leerdam
· Leidschendam
· Leimuiden
· Lekkerkerk
· Lexmond
· Liemeer
· Loosduinen
· Liesveld
· Maasdam
· Maasland
· Meerkerk
· Melissant
· Middelharnis
· Mijnsheerenland
· Moerkapelle
· Molenaarsgraaf
· Molenwaard
· Monster
· Moordrecht
· Naaldwijk
· Nederlek
· Niemandsvriend
· Nieuw-Beijerland
· Nieuw-Helvoet
· Nieuw-Lekkerland
· Nieuwe-Tonge
· Nieuwenhoorn
· Nieuwerkerk aan den IJssel
· Nieuwland
· Nieuwpoort
· Nieuwveen
· Noordeloos
· Noordwijkerhout
· Nootdorp
· Numansdorp
· Onwaard
· Ooltgensplaat
· Oostflakkee
· Oostvoorne
· Ottoland
· Oud-Alblas
· Oud-Beijerland
· Ouddorp
· Oude-Tonge
· Oudenhoorn
· Ouderkerk
· Ouderkerk aan den IJssel
· Oudewater
· Oudshoorn
· Overschie
· Papekop
· Pernis
· Peursum
· Piershil
· Pijnacker
· Poortugaal
· Puttershoek
· Reeuwijk
· Rhoon
· Rijnsaterwoude
· Rijnsburg
· Rijnwoude
· Rijsoord
· Rockanje
· Roxenisse
· Rozenburg
· Sandelingen-Ambacht
· Sassenheim
· Schelluinen
· Schiebroek
· Schipluiden
· Schoonhoven
· Schoonrewoerd
· Schuddebeurs en Simonshaven
· Sint Anthoniepolder
· Sint Maartensregt
· Sluipwijk
· Sommelsdijk
· Spijkenisse
· Stad aan 't Haringvliet
· Stellendam
· Stolwijk
· Stompwijk
· Stormpolder
· Streefkerk
· Strevelshoek
· Strijen
· Ter Aar
· Tienhoven
· Valkenburg
· Veur
· Vianen
· Vierpolders
· Vlaardingerambacht
· Vliet
· Vlist
· Voorburg
· Voorhout
· Vrijenban
· Waarder
· Warmond
· Wateringen
· Westmaas
· Westvoorne
· Wieldrecht
· Wijngaarden
· Woerden
· Woubrugge
· 't Woudt
· Zederik
· Zegwaart
· Zevenhoven
· Zevenhuizen
· Zevenhuizen-Moerkapelle
· Zouteveen
· Zuid-Beijerland
· Zuidbroek
· Zuidland
· Zwammerdam
· Zwartewaal

Heerlijkheidswapens:
ter Aa
· Albrandswaard
· Biesland
· Cromstrijen
· Duivenvoorde
· 's-Gravenambacht
· Hoog- en Wout-Harnas
· Langerak bezuiden de Lek
· Lek en Stormpolder
· Nederslingeland
· West-Nieuwland
· Oosterwijk
· Spieringshoek
· Vliet
· Voshol
· Vrijenban
· Vrijenhoeve
· Wieldrecht